# Henry Kenny
Henry Frances Kenny (7 septembre 1913-25 septembre 1975) est un homme politique irlandais du Fine Gael qui est ministre d'État au ministère des Finances de 1973 à 1975. Il est Teachta Dála (TD) de 1954 à 1975. Il est le père de l'ancien Taoiseach Enda Kenny.
Il est également un footballeur gaélique qui remporte un titre au Championnat de football senior de toute l'Irlande avec l'équipe du comté de Mayo en 1936.

## Jeunesse
Kenny est né sur Main Street, Castlebar, comté de Mayo, en 1913. Il fait ses études à l'école nationale locale de St Patrick et au St Gerald's College. Il fréquente le St Patrick's College de Drumcondra, Dublin, où il obtient son diplôme d'enseignant dans une école nationale. Après avoir obtenu son diplôme, il enseigne dans le Connemara et à Williamstown, dans le comté de Galway, avant d'être nommé directeur de l'école nationale de Leitir à Islandeady, dans le comté de Mayo.

## Carrière de footballeur
Il joue au football gaélique de son club avec le club de Castlebar Mitchels et remporte plusieurs titres aux championnats seniors du comté dans les années 1930.
Les performances de Kenny au niveau du club lui valent une place dans l'équipe senior du comté de Mayo. Il est membre de l'équipe de Mayo qui remporte six titres consécutifs de la Ligue nationale de football de 1934 à 1939. Kenny remporte également un titre de champion de toute l'Irlande en 1936.

## Carrière politique
Son entrée en politique est inhabituelle dans le sens où ni lui ni sa famille n’étaient plongés dans la politique à l’époque. Malgré cela, il est élu au Dáil Éireann dès sa première tentative, aux élections générales de 1954, en tant que député Fine Gael pour la circonscription de Mayo Sud. L'élection voit le Fine Gael entrer au gouvernement mais Kenny, en tant que nouveau député, reste sur les bancs d'arrière-ban. Il est ensuite élu au conseil du comté de Mayo.
Kenny conserve son siège aux élections générales de 1957; cependant, le Fine Gael perd le pouvoir alors que le Fianna Fáil entame seize années de gouvernement ininterrompu. Pendant ce temps, il conserve son siège au Dáil à chaque élection générale, passant dans la circonscription de Mayo West en 1969. La même année, il est nommé porte-parole du Fine Gael au sein du Board of Works, poste qu'il occupe jusqu'en 1972. Les résultats des élections générales de 1973 amènent le Fine Gael et le Parti travailliste à former un gouvernement de coalition. Kenny est nommé secrétaire parlementaire du ministre des Finances, où il est responsable du Conseil des travaux.

## Décès et vie privée
Deux ans après avoir été nommé au gouvernement, Kenny reçoit un diagnostic de cancer. Il décède le 25 septembre 1975. Il épouse Eithne McGinley en 1944 et ils ont cinq enfants. Son fils, Enda Kenny, est élu au Dáil lors de l'élection partielle de 1975,. Un autre fils, également appelé Henry Kenny, est membre du conseil du comté de Mayo de 1999 à 2019. Sa veuve Eithne Kenny est décédée à l'âge de 93 ans à Castlebar le 26 novembre 2011,.